# Buzzword Records
Buzzword Entertainmentとは、日本のレコード会社である。

## ディストリビューション
- メジャー流通：ユニバーサルミュージック、キングレコード、ベルウッド (レーベル)、
- インディーズ流通：バウンディ株式会社

## レーベル
- Buzzword Records…メインのレーベル。良質なJ-POPをコンセプトに展開中。
- Foxitail…女性Vocal専門レーベル
- be: flow foundation…HIPHOP専門レーベル
- Buzz Quartetto…クラブミュージック専門レーベル
- TRY Buzzword…配信専門レーベル

## 所属アーティスト

### Buzzword Records
- 松本隆博
- camino
- GUzzle
- LIONOTE.
- G:+

### Foxitail
- LeMpika?

### be: flow foundation
- Blan Blanc
- One 音 One